# René Just Haüy
René Just Haüy (Saint-Just-en-Chaussée, 13 d'abril  de 1743 – París, 1 de juny de 1822) va ser un mineralòleg francès, conegut també com el clergue Abbé Haüy És considerat com el «pare de la cristal·logafia moderna». El mineral Hauyne el recorda.
El seu cognom apareix inscrit a la Torre Eiffel. El seu germà Valentin Haüy, fundà la primera escola per a cecs.
Haüy nasqué a Saint-Just-en-Chaussée, al departament francès d'Oise. Els seus pares eren pobres i només amb ajuda econòmica d'amics va poder estudiar al College de Navarre i després al College de Lemoine. Haüy es va fer sacerdot catòlic. Primer va estudiar botànica, però després es va interessar més per a la història natural. Tot estudiant un tros de llança de pedra calcària, va fer uns experiments que van donar lloc a establir una llei sobre la cristal·lització.
Haüy va exposar la teoria matemàtica d'aquesta llei la al seu tractatTraité de minéralogie. Va ser immediatament reconeguda per l'Acadèmia francesa de les Ciències. També el nom de Haüy està associat a les observacions que va fer sobre la piroelectricitat.
Durant la Revolució francesa, Haüy va ser empresonat i hauria pogut ser assassinat. Per sort Étienne Geoffroy Saint-Hilaire va intercedir en favor seu. El 1802, sota Napoleó I, esdevingué professor de mineralogia al Museu Nacional d'Història Natural i hi va fundar el Musée de Minéralogie. El mateix any Martin van Marum el va visitar. Després de 1814 va ser privat dels seus nomenaments per la restauració borbònica. Els seus darrers anys els va passar en la pobresa.
El 1821 va ser elegit membre de la Reial Acadèmia Sueca de Ciències.

## Algunes obres
- Essai d'une théorie sur la structure des crystaux (facsímil en línea), 1784.
- Exposition raisonné de la théorie de l'électricité et du magnétisme, d'après les principes d'Æpinus (facsímil en línea), 1787).
- De la structure considérée comme caractère distinctif des minéraux, 1793.
- Exposition abrégé de la théorie de la structure des cristaux, 1793.
- Extrait d'un traité élémentaire de minéralogie (1797)
- Traité de minéralogie (5 vols, 1801) BNF: Vol 1 Vol 2 Vol 3 Vol 4 Vol 5
- Traité élémentaire de physique (2 vols 1803, 1806) Google Books
- Tableau comparatif des résultats de la cristallographie, et de l'analyse chimique relativement à la classification des minéraux (1809) BNF
- Traité des caractères physiques des pierres précieuses, pour servir à leur détermination, lorsqu'elles ont été taillées, 1817.
- Traité de cristallographie (en francès). 2 volums, 1822.